# テレストリスクス
テレストリスクス(Terrestrisuchus)は、イギリスで発見された、中生代の後期三畳紀に生息した偽鰐類の属である。テレストリスクスとは、ラテン語で「陸のワニ」という意味である。

## 生息地
ヨーロッパ(発見はイギリス)

## 大きさ
全長77cm

## 特徴
- 頭は、9cmで地面から高く、箱のような形をしていた。
- 歯は、肉食恐竜に似た薄いナイフのような形をしていた。
- 全体的に犬のよう。
- 手首の骨が長く、関節が二つあるように見える。
- 頭の後ろが横に張り出している。
- 背中に小さな鎧が2列に並んでいる。